# Coppa del Mondo di ginnastica ritmica 2017
La Coppa del Mondo di ginnastica ritmica 2017  comprende quattro eventi World Cup e cinque eventi World Challenge Cup e si svolgerà tra l'Europa e l'Asia.
I punti delle quattro migliori prestazioni negli eventi di World Cup ottenuti da ogni partecipante vengono raccolti e sommati. In base al totale verranno quindi premiate per ogni categoria le atlete che avranno ottenuto più punti, durante la tappa finale di Kazan', in Russia.

## Calendario[2]
| Data         | Evento                                      | Location    |
| ------------ | ------------------------------------------- | ----------- |
| 7–9 aprile   | FIG World Cup 2017                          | Pesaro      |
| 21–23 aprile | FIG World Cup 2017                          | Tashkent    |
| 28–30 aprile | FIG World Cup 2017                          | Baku        |
| 5-7 maggio   | FIG World Cup 2017                          | Sofia       |
| 12-14 maggio | FIG World Challenge Cup 2017                | Portimão    |
| 2-4 giugno   | FIG World Challenge Cup 2017                | Guadalajara |
| 7-9 luglio   | FIG Berlin Masters World Challenge Cup 2017 | Berlino     |
| 5-6 agosto   | FIG World Challenge Cup 2017                | Minsk       |
| 11-13 agosto | FIG World Challenge Cup 2017                | Kazan'      |

## Vincitrici

### Concorso generale

#### Individualiste
| Competizioni        | Oro                  | Argento              | Bronzo              |
| ------------------- | -------------------- | -------------------- | ------------------- |
| World Cup           |                      |                      |                     |
| Pesaro              | Aleksandra Soldatova | Dina Averina         | Kacjaryna Halkina   |
| Tashkent            | Dina Averina         | Arina Averina        | Katrin Taseva       |
| Baku                | Arina Averina        | Aleksandra Soldatova | Nevjana Vladinova   |
| Sofia               | Nevjana Vladinova    | Katrin Taseva        | Linoy Ashram        |
| World Challenge Cup |                      |                      |                     |
| Portimão            | Julija Bravikova     | Elizaveta Lugovskich | Victoria Filanovsky |
| Guadalajara         | Polina Chonina       | Ekaterina Seleznëva  | Alina Harnas'ko     |
| Berlino             | Kacjaryna Halkina    | Julija Bravikova     | Ekaterina Seleznëva |
| Minsk               | Aleksandra Soldatova | Alina Harnas'ko      | Kacjaryna Halkina   |
| Kazan'              | Dina Averina         | Arina Averina        | Linoy Ashram        |

#### Concorso Generale Gruppi
| Competizioni        | Oro      | Argento     | Bronzo      |
| ------------------- | -------- | ----------- | ----------- |
| World Cup           |          |             |             |
| Pesaro              | Bulgaria | Italia      | Ucraina     |
| Tashkent            | Russia   | Bulgaria    | Bielorussia |
| Baku                | Bulgaria | Italia      | Ucraina     |
| Sofia               | Bulgaria | Ucraina     | Bielorussia |
| World Challenge Cup |          |             |             |
| Portimão            | Italia   | Russia      | Stati Uniti |
| Guadalajara         | Russia   | Ucraina     | Bielorussia |
| Berlino             | Russia   | Ucraina     | Bielorussia |
| Minsk               | Italia   | Bielorussia | Giappone    |
| Kazan'              | Russia   | Italia      | Giappone    |

### Specialità

#### Cerchio
| Competizioni        | Oro                  | Argento                  | Bronzo               |
| ------------------- | -------------------- | ------------------------ | -------------------- |
| World Cup           |                      |                          |                      |
| Pesaro              | Aleksandra Soldatova | Dina Averina             | Laura Zeng           |
| Tashkent            | Arina Averina        | Dina Averina             | Linoy Ashram         |
| Baku                | Arina Averina        | Aleksandra Soldatova     | Alina Harnas'ko      |
| Sofia               | Nevjana Vladinova    | Linoy Ashram             | Kacjaryna Halkina    |
| World Challenge Cup |                      |                          |                      |
| Portimão            | Victoria Filanovsky  | Julija Bravikova         | Elizaveta Lugovskich |
| Guadalajara         | Ekaterina Seleznëva  | Alina Harnas'ko          | Kaho Minagawa        |
| Berlino             | Ekaterina Seleznëva  | Alexandra Agiurgiuculese | Olena Djačenko       |
| Minsk               | Nevjana Vladinova    | Aleksandra Soldatova     | Kacjaryna Halkina    |
| Kazan'              | Dina Averina         | Arina Averina            | Linoy Ashram         |

#### Palla
| Competizioni        | Oro                  | Argento                  | Bronzo                   |
| ------------------- | -------------------- | ------------------------ | ------------------------ |
| World Cup           |                      |                          |                          |
| Pesaro              | Dina Averina         | Aleksandra Soldatova     | Kacjaryna Halkina        |
| Tashkent            | Arina Averina        | Dina Averina             | Katrin Taseva            |
| Baku                | Aleksandra Soldatova | Arina Averina            | Nevjana Vladinova        |
| Sofia               | Nevjana Vladinova    | Alexandra Agiurgiuculese | Alina Harnas'ko          |
| World Challenge Cup |                      |                          |                          |
| Portimão            | Victoria Filanovsky  | Elizaveta Lugovskich     | Nastasya Generalova      |
| Guadalajara         | Polina Chonina       | Ekaterina Seleznëva      | Alina Harnas'ko          |
| Berlino             | Ekaterina Seleznëva  | Sabina Ashirbayeva       | Kacjaryna Halkina        |
| Minsk               | Kacjaryna Halkina    | Alina Harnas'ko          | Alexandra Agiurgiuculese |
| Kazan'              | Arina Averina        | Kacjaryna Halkina        | Linoy Ashram             |

#### Clavette
| Competizioni        | Oro                          | Argento               | Bronzo            |
| ------------------- | ---------------------------- | --------------------- | ----------------- |
| World Cup           |                              |                       |                   |
| Pesaro              | Dina Averina                 | Kacjaryna Halkina     | Laura Zeng        |
| Tashkent            | Dina Averina                 | Katrin Taseva         | Borjana Kalejn    |
| Baku                | Victoria Veinberg Filanovsky | Aleksandra Soldatova  | Arina Averina     |
| Sofia               | Alina Harnas'ko              | Nevjana Vladinova     | Linoy Ashram      |
| World Challenge Cup |                              |                       |                   |
| Portimão            | Elizaveta Lugovskich         | Julija Bravikova      | Borjana Kalejn    |
| Guadalajara         | Polina Chonina               | Anastasiya Serdyukova | Viktoria Mazur    |
| Berlino             | Julija Bravikova             | Ekaterina Seleznëva   | Kacjaryna Halkina |
| Minsk               | Julija Bravikova             | Nevjana Vladinova     | Alina Harnas'ko   |
| Kazan'              | Dina Averina                 | Arina Averina         | Linoy Ashram      |

#### Nastro
| Competizioni        | Oro                 | Argento               | Bronzo                   |
| ------------------- | ------------------- | --------------------- | ------------------------ |
| World Cup           |                     |                       |                          |
| Pesaro              | Dina Averina        | Aleksandra Soldatova  | Alexandra Agiurgiuculese |
| Tashkent            | Arina Averina       | Dina Averina          | Anastasiya Serdyukova    |
| Baku                | Nevjana Vladinova   | Arina Averina         | Alina Harnas'ko          |
| Sofia               | Nevjana Vladinova   | Kacjaryna Halkina     | Katrin Taseva            |
| World Challenge Cup |                     |                       |                          |
| Portimão            | Victoria Filanovsky | Erika Zafirova        | Julija Bravikova         |
| Guadalajara         | Ekaterina Seleznëva | Anastasiya Serdyukova | Julija Evčik             |
| Berlino             | Kacjaryna Halkina   | Julija Bravikova      | Ekaterina Seleznëva      |
| Minsk               | Julija Bravikova    | Alina Harnas'ko       | Nevjana Vladinova        |
| Kazan'              | Arina Averina       | Dina Averina          | Linoy Ashram             |

#### 5 Cerchi
| Competizioni        | Oro      | Argento     | Bronzo      |
| ------------------- | -------- | ----------- | ----------- |
| World Cup           |          |             |             |
| Pesaro              | Italia   | Bulgaria    | Cina        |
| Tashkent            | Russia   | Bulgaria    | Ucraina     |
| Baku                | Italia   | Bielorussia | Bulgaria    |
| Sofia               | Ucraina  | Bulgaria    | Bielorussia |
| World Challenge Cup |          |             |             |
| Portimão            | Italia   | Russia      | Spagna      |
| Guadalajara         | Giappone | Bielorussia | Ucraina     |
| Berlino             | Russia   | Ucraina     | Bielorussia |
| Minsk               | Bulgaria | Bielorussia | Giappone    |
| Kazan'              | Russia   | Giappone    | Bielorussia |

#### 3 palle e 2 funi
| Competizioni        | Oro         | Argento  | Bronzo      |
| ------------------- | ----------- | -------- | ----------- |
| World Cup           |             |          |             |
| Pesaro              | Italia      | Russia   | Ucraina     |
| Tashkent            | Bulgaria    | Ucraina  | Russia      |
| Baku                | Ucraina     | Bulgaria | Bielorussia |
| Sofia               | Ucraina     | Bulgaria | Bielorussia |
| World Challenge Cup |             |          |             |
| Portimão            | Italia      | Russia   | Stati Uniti |
| Guadalajara         | Russia      | Ucraina  | Giappone    |
| Berlino             | Russia      | Ucraina  | Azerbaigian |
| Minsk               | Bielorussia | Italia   | Bulgaria    |
| Kazan'              | Russia      | Bulgaria | Bielorussia |